# Black Summer
Black Summer es un comic book de serie limitada escrito por Warren Ellis, ilustrado por Juan José Ryp, y publicado por Avatar Press que empezó a publicarse en junio de 2007.
La trama trata acerca de las consecuencias de que un superhéroe, John Horus, mate al Presidente de los Estados Unidos y varios de sus consejeros y ministros. Los siguientes siete números detallan las consecuencias de este asesinato.

## Sinopsis
La serie limitada alterna entre flashbacks que detallan el origen de un equipo de superhéroes llamado Las Siete Armas, y el día presente, en el que uno de sus miembros mata al Presidente.  Las Siete Armas son una "asociación de jóvenes científicos e inventores políticamente atentos" (en las palabras de su creador Warren Ellis), que crean sus propias mejoras superhumanas a partir de experimentos de modificación corporal extremos supervisados por Tom Noir y Frank Blacksmith. Noir es el cerebro del equipo, pero por lejos el miembro más poderoso es John Horus, cuyas mejoras lo hacen, a todo propósito, invencible. Su primera misión pública una no especificada ciudad de la Costa Oeste de una fuerza policial corrupta y un gobierno criminal.  Pasado el tiempo, se ganan la confianza pública. Tom empieza una relación romántica con "Laura Torch", una de sus camaradas.
En algún punto desconocido, Frank Blacksmith finge su propia muerte para empezar a trabajar en la CIA. La CIA decide que Las Siete Armas son peligrosas, especialmente Tom Noir, y arreglan su asesinato con un coche bomba.  Debido a un error, la bomba mata a Laura, aunque Tom resulte gravemente herido.  Habiendo perdido una pierna, se retira de la vida superheroica y comienza a vivir alcoholizado y fumando compulsivamente. Mientras tanto, la CIA continúa experimentando con mejoras humanas, creando sus propios supersoldados que claman ser más avanzados que Las Siete Armas (Salvo por Horus, cuya invencibilidad es un misterio).

### Las Siete Armas
Las Siete Armas son posthumanos. Sus habilidades son vagas, pero ellos parecen tener acceso a una red de comunicaciones privadas wireless, y un sistema nervioso mejorado. Cada uno de ellos además posee un arma, con capacidades adicionales. La diferencia entre "super-poderes" construidos y habilidades derivadas de usar el Arma resulta dificultosa de discernir. Ellos se describen a sí mismos como un "equipo de defensa cívico extralegal" unido contra las firmas de seguridad privada y el crimen organizado dentro de la ciudad.
En los eventos del presente de la serie, las relaciones entre varios de los miembros han sido cortadas, ya que aunque ellos comparten intereses en el futuro y en la modificación corporal mediante las Armas, en realidad no se aprecian demasiado, y tienen creencias políticas muy divergentes.

### Número 0
En el primer número publicado (el #0), la soledad de Tom Noir se quiebra cuando John Horus asesina al Presidente de los Estados Unidos.  John va a la Televisión y clama que hizo esto debido a que considera que las acciones del presidente son criminales.
La letanía de cargos que John Horus imputa como causa de su movimiento se pueden relacionar o atribuir a las que son imputables a George W. Bush, e incluyen: fraude electoral; violación de la Covención de Ginebra con un recientemente admitido plan de torturas; el uso de generales retirados, quienes fueron consultados como gestores privados por el Pentágono para convencer al público norteamericano con falzas razones para invadir Irak; conocimiento previo de los incidentes del 11 de septiembre;  y dirigir a los Estados Unidos a una guerra innecesaria con Irak cuyos verdaderos intereses son promovidos por las conglomerados petroleros.
En la serie no se aclara si estos cargos son ciertos o no.
John Horus dice que hace esto para defender al país de aquellos que él cree son criminales de los cuales nadie más puede ocuparse.

### Número 1
Ni bien pasa esto, se declara la ley marcial en el país. Frank Blacksmith sale del anonimato y trata de asesinar a Las Siete Armas, empezando por Tom Noir. Este primer intento falla, y saca a Noir del retiro

### Número 2
Los miembros restantes del equipo — excepto Horus — se juntan para tratar de averiguar cómo permanecer vivos, ahora que el gobierno está detrás de ellos. A pesar de los mutuos intentos de diferenciarse de Horus y sus acciones, el gobierno está firmemente en contra de ellos — una situación exacerbada por algunas de las Armas debido a algunas acciones que pueden o no tomarse como autodefensa.

### Número 4
Las Armas restantes contraatacan a los militares. En algún lugar, John Horus se shockea por la muerte de Tom, pero se las arregla para sobrevivir a los misiles lanzados por un escuadrón de jets a los que desarma. Mientras pasa todo esto, Frank Blacksmith empieza a enviar a su "Equipo Táctico" (soldados mejorados en armaduras negras) contra las Armas.

## Personajes Principales

### Kathryn Artemis
Antes de sus mejoras, Kathryn fue una atleta olímpica. Ella personalizó sus mejoras incorporando su motocicleta, volviéndose una motociclista con armadura. A diferencia de los otros miembros,su formación fue antes en historia que en ciencias, y no siente remordimiento alguno en asesinar criminales. Su Arma parece capaz de disparar fragmentos que destruyen varios objetivos a la vez. Su palabra clave, Miyamoto, es el apellido del espadachín japonés Miyamoto Musashi.

### John Horus
El mejor conocido y más activo de los miembros, además de ser el más poderoso. Hasta matar al presidente y a todos en la Oficina Oval, había sido el miembro más confiable del equipo, y fue muchas veces un invitado del Presidente mismo. John se beneficia de las mejoras de las demás Armas: el equipo ofensivo de Blacksmith, el sistema de vuelo de Angela, y las mejoras básicas de Tom Noir. La contribución personal de John fue la personalización de su arma. En lugar de un arma de mano, la suya es un enjambre de artefactos flotantes con forma de ojos que funcionan como plataformas de armas ofensivas-defensivas, haciéndolo virtualmente invencible. Los ojos mostraron la capacidad de enfrentarse a varios bombardeos nucleares, y Tom Noir dice que Horus "puede construir ciudades desde el barro" con sus mejoras. Se viste en ropas blancas que recuerdan el uniforme de un oficial durante la Guerra de Secesión, pero con símbolos masónicos, o guardas como el Ojo de Ra. También carga con la marca de Ellis, un héroe reticente que viste enteramente de blanco (ver Jenny Sparks y Elijah Snow). Palabra clave desconocida.

### Dominic Atlas Hyde
El músculo del equipo. En el momento de la narración principal, Dominic asumió el rol de mecánico, haciendo el mantenimiento del arsenal del grupo. Dominic posee varios implantes que le permiten manejar en forma remota la computadora principal además de las mejoras básicas. Cuando se los activa, sus mejoras utilizan "fullereno inteligente" para cubrirlo con una armadura negra y una masa muscular artificial.
Su palabra clave, Herakles, se refiere a la forma griega del popular semidiós.

### Zoe Jump
Zoe usa el Campo de Millis Bias para distorsionar las leyes de la física, dándole velocidad sobrehumana. Zoe piensa que si pudiera comprender mentalmente, en un instante, las complejas ecuaciones matemáticas que describen el campo, podría proyectarlo sobre ella misma. Con la ayuda de Tom Noir, crea e instala un ojo cibernético que se implanta para proyectar la información dentro de su campo visual. Es capaz de extender el campo alrededor de sí misma un poco, para que una persona corriendo al lado de ella gane la misma velocidad.
Zoe no está muy de acuerdo con usar la fuerza letal.

### Tom Noir
Nombre Real: Tom Watson. Es considerado el "cerebro" de Las Siete Armas, y ayuda a armar la teoría subyacente a las tecnologías de las Armas. Trabaja mano a mano con Frank Blacksmith para desarrollarlas. Las mejoras de Tom incluyen una "supercorteza cerebral" que le permite percibir toda la información subyacente, incluyendo descifrados, y una muy precisa tecnología de locación por ultrasonido. Es capaz de ver a cualquier objetivo con precisión quirúrgica través de ropas, armas, artefactos, tanto como huesos y órganos internos. Esta visión también le permite ver las vulnerabilidades de sus enemigos.
Su Arma se llama Inquisición, y dispara ráfagas de tungsteno quirúrgico que pueden penetrar un tanque. Tom también cubre su brazo derecho en alguna clase de armadura de apariencia biotecnológica mientras lucha contra los agentes del gobierno enviados a asesinarlo.
Hace más de un año, Tom perdió la pierna debajo de la rodilla izquierda en la explosión que mató a Laura Tarrant. Después de la muerte de la chica, Tom abandonó el grupo y se convirtió en un alcohólico, viviendo en un departamento miserable y tratando de matarse de borrachera. A pesar de esto, fue el primer objetivo después de la ejecución del Presidente. Frank Blacksmith cree que su intelecto de nivel genio lo vuelve un peligro al menos tan importante como John Horus. Consecuentemente, Blacksmith quiere eliminarlo del campo de juego antes de que se vea envuelto en él.
Palabra Clave: Bakerstreet.

### Angel One
Angel One, cuyo verdadero nombre es Angela, puede levitar y 'volar' por superconductores basados en levitación magnética usando sistemas implantados quirúrgicamente en sus piernas, y posiblemente en otras partes de su torso. El efecto funciona mejor en lugares con fuerte presencia metálica, así que es mejor en las ciudades que en el campo o la naturaleza. Angela es una atleta olímpica, así como una abogada que recomienda fuertemente la pena de muerte.
Palabra clave: Daedalus (la forma griega de Dédalo).

### Laura Torch
Su nombre civil era Laura Tarrant. Aunque está muerta durante la acción del cómic, Laura jugó un rol central en el equipo. era una mujer compasiva y empática; se preocupaba que el poder del grupo algún día se desvirtuara. Ella le encargó a su novio, Tom Noir, que estuviera seguro de que su arma nunca cayera en manos equivocadas. Algún tiempo después, fue asesinada por el mismo coche bomba que se llevó la pierna de Tom. Laura no aparece en el cómic, ni descripción alguna de sus mejoras, pero Dominic que el poder de su arma lo asustaba. Su arma actuaba como una Pistola de Chekov, y Tom Noir la activa con la palabra clave "Laura". su locación desconocida es mencionada en el número 3 por Dominic, y más tarde se revela que está enterrada en su tumba, cuando Tom Noir la desentierra en el último número.
Su palabra clave nunca se revela.

## Personajes Secundarios

### Frank Blacksmith
Mentor de las Siete Armas y diseñador de las incorporaciones externas que utilizaba el grupo en sus peleas contra el crimen. El equipo fue testigo de su aparente muerte a manos de policías unos años antes. Sin embargo, las acciones de John Horus han sacado a Frank de su ocultamiento. Conmocionado por el potencial daño que podría causar el grupo, finge su propia muerte para trabajar en contramedidas para el gobierno. En los años intermedios entre la trama y los flashbacks, mejora las tecnologías de las Siete Armas y crea su propio equipo con recursos gubernamentales. En su primera aparición, revela que él estuvo detrás de la bomba que mató a Laura Tarrant. Sin embargo, él también confiesa que su objetivo primario no era ella sino Tom, debido a su inteligencia. A la luz de las acciones de John Horus, ha sido autorizado a exterminar a los miembros restantes.

## Ediciones recopilatorias
La serie ha sido recopilada en dos volúmenes:
- Black Summer (192 páginas, septiembre de 2008, tapa blanda, ISBN 1-59291-052-1, tapa dura, ISBN 1-59291-053-X)

## Adaptación Cinematográfica
La serie fue tomada como una opcioón por Vigilante Entertainment, una nueva organización creada por Hicham Benkirane, que ha desarrollado anteriormente historietas para otros medios junto con Les Humanoïdes Associés.